# عزل المباني

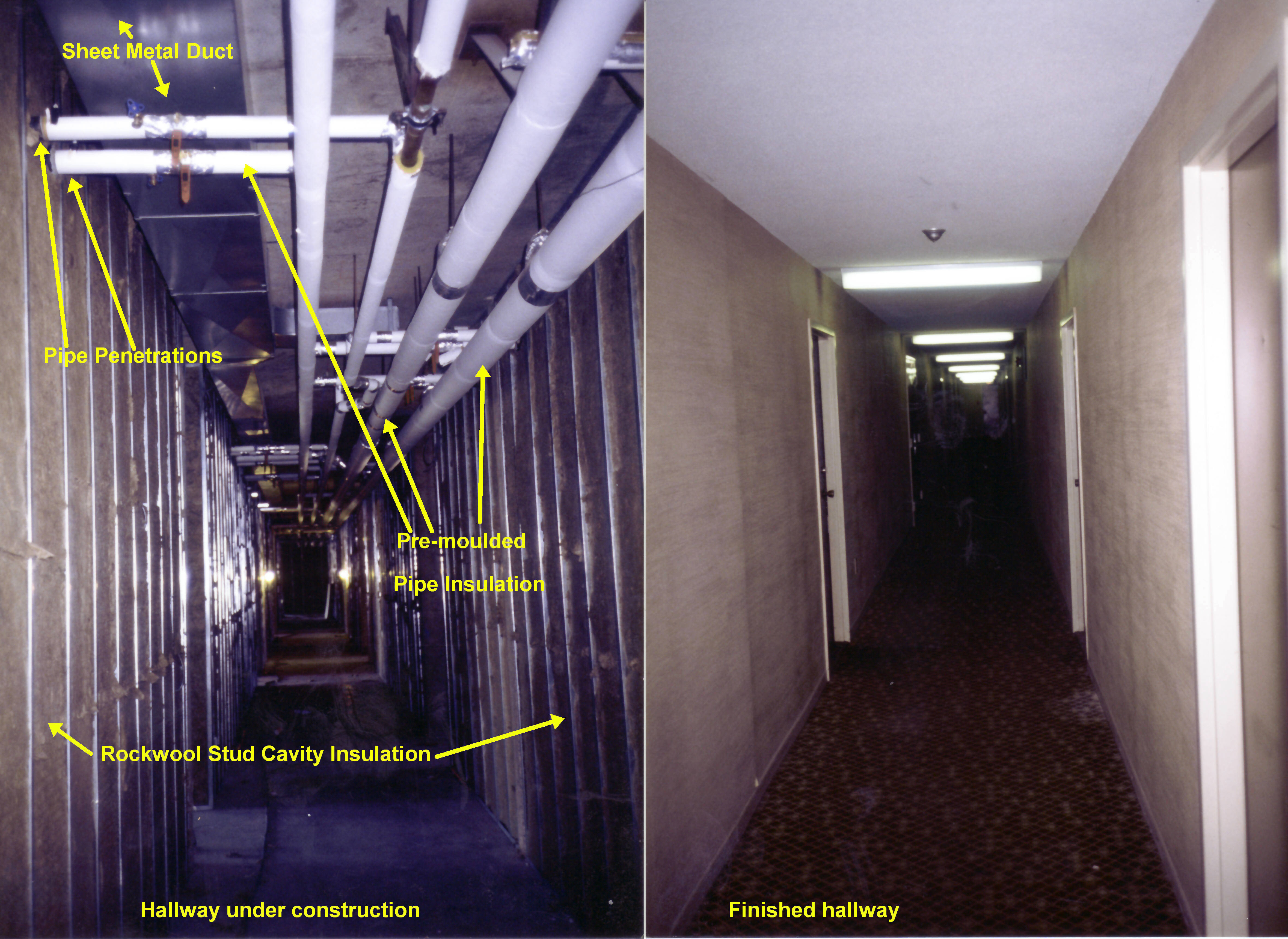

عزل المباني هو أي شيء في المبنى يُستخدم كمادة عازلة لأي غرض. على الرغم من أن معظم أعمال العزل في المباني مُخصصة للأغراض الحرارية، إلا أن المصطلح ينطبق أيضًا على العزل الصوتي والعزل ضد الحريق وعزل التأثير (على سبيل المثال: الاهتزازات الناتجة عن التطبيقات الصناعية). تُختار المادة العازلة غالبًا تبعًا لقدرتها على أداء العديد من هذه الوظائف في وقت واحد.

## العزل الحراري

### تعريف العزل الحراري
يُشير العزل الحراري عادة إلى استخدام مواد العزل المناسبة وتكييف تصميمات المباني لتأخير انتقال الحرارة خلال المرفق لتقليل فقد الحرارة واكتسابها. يحدث انتقال الحرارة بسبب اختلاف درجات الحرارة بين الداخل والخارج. تنتقل الحرارة إما عن طريق التوصيل أو الحمل الحراري أو الإشعاع. يرتبط معدل الانتقال بالوسط المنقول خلاله ارتباطًا وثيقًا. تُفقد الحرارة أو تُكتسب عن طريق الانتقال عبر الأسقف والجدران والأرضيات والنوافذ والأبواب. عادة ما يكون هذا الفقد في الحرارة واكتسابها أمرًا غير مرغوب فيه. لا يزيد فقد الحرارة الحمل فقط على نظام التدفئة والتهوية وتكييف الهواء ما ينتج عنه هدر مزيد من الطاقة ولكنه يقلل أيضًا من الارتياح الحراري للأشخاص الموجودين في المبنى. يُعد العزل الحراري في المباني عاملاً مهمًا في تحقيق الارتياح الحراري لساكنيها. يقلل العزل فقد الحرارة أو اكتسابها غير المرغوب فيه ويُمكنه التقليل من متطلبات الطاقة لأنظمة التدفئة والتبريد. لا يتعامل العزل بالضرورة مع مشاكل التهوية الكافية وقد يؤثر أو لا يؤثر على مستوى العزل الصوتي. يشير العزل بمعناه الضيق فقط إلى المواد العازلة المستخدمة في تأخير فقدان الحرارة، مثل: السيللوز والصوف الزجاجي والصوف الصخري والبوليسترين ورغوة البولي يوريثان والفيرميكوليت والبيرلايت وألياف الخشب والألياف النباتية (القنب والكتان والقطن والفلين، إلخ.) والدينم القطني المُعاد تدويره وقش النباتات وألياف الحيوانات (صوف الأغنام) والأسمنت والطين أو التربة والعزل العاكس (المعروف أيضًا باسم الحاجز المُشع) ولكنه قد يشمل أيضًا مجموعة من التصميمات والتقنيات لمعالجة الأوضاع الرئيسية لانتقال - توصيل الحرارة والإشعاع ومواد الحمل الحراري.
تحتفظ معظم المواد الموجودة فقط في القائمة أعلاه بكمية كبيرة من الهواء أو الغازات الأخرى بين جزيئات المادة. يوصل الغاز حرارة أقل بكثير من المواد الصلبة. تُشكل هذه المواد فجوات غازية، والتي يُمكن استخدامها لعزل الحرارة مع انخفاض كفاءة انتقال الحرارة. تحدث هذه الحالة أيضًا في فراء الحيوانات وريش الطيور، ويُمكن توظيف شعر الحيوانات في التوصيلية الحرارية المنخفضة للفجوات الغازية الصغيرة، وذلك لتحقيق الغرض من تقليل فقدان الحرارة.
يُقدر تأثير العزل العاكس (الحاجز المشع) عادةً عن طريق مقياس انعكاس (إطلاق) السطح للحيز الهوائي المواجه لمصدر الحرارة.

### تاريخ العزل الحراري
تاريخ العزل الحراري ليس طويلاً مقارنةً بالمواد الأخرى، لكن البشر كانوا مدركين أهمية العزل لفترة طويلة. بدأ البشر نشاطهم في عصور ما قبل التاريخ بصناعة الملاجئ للوقاية من الحيوانات البرية والطقس القاسي، بدأ البشر اكتشافهم للعزل الحراري. بنت شعوب ما قبل التاريخ مساكنها باستخدام مواد تشمل: جلود وفراء الحيوانات والمواد النباتية، مثل: القصب والكتان والقش، استُخدمت هذه المواد للمرة الأولى كمواد خام لصناعة الملابس، لأن مساكنهم كانت مؤقتة، وكانوا أكثر عرضة لاستخدام الخامات المستعملة في الملابس، والتي كان من السهل الحصول عليها ومعالجتها. يمكن أن تحتفظ المواد التي تحتوي على فراء الحيوانات والمنتجات النباتية بكمية كبيرة من الهواء بين الجزيئات والتي يمكنها خلق فجوة هوائية لتقليل التبادل الحراري.
حتّم العمر الطويل للبشر وتطور الزراعة لاحقًا الحاجة إلى مكان ثابت للإقامة والمنازل المسقوفة والمنازل الحجرية، وبدأت مساكن الكهوف في الظهور. تُسبب الكثافة العالية لهذه المواد تأخير التأثير الزمني للانتقال الحراري، ما يؤدي إلى تغير درجة الحرارة الداخلية ببطء. يحفظ هذا التأثير داخل المباني الدفء في فصل الشتاء والبرودة في فصل الصيف، نظرًا لسهولة الحصول على المواد، مثل: الطين أو الحجر، يحظى هذا التصميم بشعبية كبيرة في العديد من الأماكن: مثل: روسيا وأيسلندا وجرينلاند.
أُتيحت المواد العضوية لأول مرة لبناء مأوى للأشخاص لحماية أنفسهم من الظروف الجوية السيئة وللمساعدة في الحفاظ على الدفء. لكن المواد العضوية، مثل: الألياف الحيوانية والنباتية لا يمكنها البقاء باستمرار لفترة طويلة، لذلك لا يمكن لهذه المواد الطبيعية تلبية حاجة الناس على المدى الطويل لأغراض العزل الحراري. لذلك، بدأ الأشخاص في البحث عن بدائل أكثر استدامة. لم يعد الأشخاص راضين عن استخدام المواد الطبيعية في العزل الحراري في القرن التاسع عشر، لذا عالجوا المواد العضوية وأنتجوا أول ألواح معزولة. بدأت تظهر المزيد والمزيد من المواد الاصطناعية في الوقت نفسه، وتطورت مجموعة كبيرة من مواد العزل الحرارية الاصطناعية، على سبيل المثال: الصوف الصخري والألياف الزجاجية ورغوة الزجاج والطوب المجوف.

### أهمية العزل الحراري
يلعب العزل الحراري دورًا مهمًا في المباني، تؤدي المطالب الكبيرة للحصول على الارتياح الحراري إلى كمية كبيرة من الطاقة المستهلكة لتدفئة جميع الغرف بالكامل. تستهلك التدفئة والتبريد حوالي 40% من استهلاك الطاقة في المبنى بشكل أساسي. العزل الحراري الكافي هو المهمة الأساسية التي تضمن بيئة داخلية صحية وغير مُضر بالهيكل الإنشائي. إنه أيضًا عامل رئيسي في التعامل مع استهلاك الطاقة المرتفع، إذ يمكنه تقليل تدفق الحرارة عبر غلاف المبنى. يحقق العزل الحراري الجيد أيضًا الفوائد التالية للمبنى:
1. منع تلف المبنى الناتج عن تكون الرطوبة في داخل غلاف المبنى. يعمل العزل الحراري على التأكد من أن درجات حرارة سطح الغرفة لا تقل عن المستوى الحرج، تجنبًا لحدوث عملية التكثيف وتكون العفن. 12.7% و14% من تلف المباني ناتج عن مشاكل العفن، وفقًا لتقارير تلف المباني. في حالة عدم وجود عزل حراري كافٍ في المبنى، تؤدي الرطوبة النسبية العالية داخل المبنى إلى حدوث عملية التكثيف والتسبب أخيرًا في مشاكل العفن.[8]
2. إنتاج بيئة حرارية مريحة للأشخاص القاطنين للمبنى. يسمح العزل الحراري الجيد بدرجات حرارة مرتفعة بشكل كافٍ داخل المبنى خلال فصل الشتاء، كما أنه يحقق نفس المستوى من الارتياح الحراري عن طريق توفير درجة حرارة منخفضة نسبيًا للهواء في الصيف.[9]
3. تقليل التدفئة أو التبريد غير المرغوب فيه لمدخلات الطاقة. يُقلل العزل الحراري من تبادل الحرارة خلال غلاف المبنى، ما يسمح لآلات التدفئة والتبريد بتحقيق نفس درجة حرارة الهواء الداخلي مع توفير مدخلات طاقة أقل.[10]

## التوجيه - التصميم الشمسي السلبي
يلعب الوضع المثالي لعناصر المبنى (مثل: النوافذ والأبواب والمدافئ) دورًا مهمًا في العزل من خلال النظر في تأثير الإشعاع الشمسي على المبنى وانتشار نسائم الهواء. تُساعد الصفائح الطبقية العاكسة في تقليل الحرارة الشمسية السلبية في الحظائر القطبية والمرائب والمباني المعدنية.